# Championnat DTM 2000
Navigation
Édition suivante
Le championnat DTM 2000 s'est déroulé du 28 mai au 29 octobre 2000, sur un total de 10 courses, et a été remporté par le pilote allemand Bernd Schneider, au volant d'une Mercedes-Benz.
Trois marques étaient engagées:
- Audi avec l'Audi TT-R
- Mercedes avec la Mercedes-Benz CLK
- Opel avec l'Opel Astra V8 Coupé

Les équipes privées de la saison sont le Team Rosberg et le Persson Motorsport pour Mercedes, le Team Phoenix, le Team Irmscher et Euroteam pour Opel. Audi n'est pas représenté officiellement même si l'usine apporte un soutien plus ou moins affiché à Abt Sportsline que l'on peut donc considérer comme une équipe semi-officielle.

## Engagés
| Constructeur  | Modèle                | Écurie             | No. | Pilotes            | Courses     |
| ------------- | --------------------- | ------------------ | --- | ------------------ | ----------- |
| Mercedes-Benz | Mercedes-Benz CLK-DTM | HWA 1              | 1   | Bernd Schneider    | Toutes      |
| Mercedes-Benz | Mercedes-Benz CLK-DTM | HWA 1              | 2   | Thomas Jäger       | Toutes      |
| Mercedes-Benz | Mercedes-Benz CLK-DTM | HWA 2              | 5   | Klaus Ludwig       | Toutes      |
| Mercedes-Benz | Mercedes-Benz CLK-DTM | HWA 2              | 6   | Marcel Fässler     | Toutes      |
| Mercedes-Benz | Mercedes-Benz CLK-DTM | Team Rosberg       | 14  | Pedro Lamy         | 1-12, 15-18 |
| Mercedes-Benz | Mercedes-Benz CLK-DTM | Team Rosberg       | 15  | Darren Turner      | 1-12, 15-18 |
| Mercedes-Benz | Mercedes-Benz CLK-DTM | Persson Motorsport | 18  | Marcel Tiemann     | Toutes      |
| Mercedes-Benz | Mercedes-Benz CLK-DTM | Persson Motorsport | 19  | Peter Dumbreck     | Toutes      |
| Opel          | Opel Astra V8 Coupé   | Opel-Team Holzer 1 | 3   | Uwe Alzen          | Toutes      |
| Opel          | Opel Astra V8 Coupé   | Opel-Team Holzer 1 | 4   | Joachim Winkelhock | Toutes      |
| Opel          | Opel Astra V8 Coupé   | Opel-Team Holzer 2 | 11  | Éric Hélary        | Toutes      |
| Opel          | Opel Astra V8 Coupé   | Opel-Team Holzer 2 | 17  | Timo Scheider      | Toutes      |
| Opel          | Opel Astra V8 Coupé   | Opel-Team Phoenix  | 7   | Manuel Reuter      | Toutes      |
| Opel          | Opel Astra V8 Coupé   | Opel-Team Phoenix  | 8   | Michael Bartels    | Toutes      |
| Opel          | Opel Astra V8 Coupé   | Opel-Team Irmscher | 12  | Christian Menzel   | Toutes      |
| Opel          | Opel Astra V8 Coupé   | Euroteam           | 16  | Stefano Modena     | Toutes      |
| Audi          | Abt-Audi TT-R         | Abt Sportsline 1   | 9   | Laurent Aïello     | 1-2, 5-18   |
| Audi          | Abt-Audi TT-R         | Abt Sportsline 1   | 10  | Christian Abt      | 1-2, 5-18   |
| Audi          | Abt-Audi TT-R         | Abt Sportsline 1   | 23  | Roland Asch        | 3-4         |
| Audi          | Abt-Audi TT-R         | Abt Sportsline 2   | 20  | Kris Nissen        | Toutes      |
| Audi          | Abt-Audi TT-R         | Abt Sportsline 2   | 21  | James Thompson     | 3-4, 9-18   |

## Calendrier
| Épreuve | Épreuve | Circuit      | Date         | Pole Position      | Meilleur tour      | Vainqueur pilote   | Vainqueur écurie        |
| ------- | ------- | ------------ | ------------ | ------------------ | ------------------ | ------------------ | ----------------------- |
| 1       | R1      | Hockenheim   | 28 mai       | Bernd Schneider    | Bernd Schneider    | Bernd Schneider    | D2 AMG-Mercedes         |
| 1       | R2      | Hockenheim   | 28 mai       | Bernd Schneider    | Bernd Schneider    | Bernd Schneider    | D2 AMG-Mercedes         |
| 2       | R1      | Oschersleben | 18 juin      | Manuel Reuter      | Bernd Schneider    | Manuel Reuter      | Opel-Team Phoenix       |
| 2       | R2      | Oschersleben | 18 juin      | Manuel Reuter      | Manuel Reuter      | Manuel Reuter      | Opel-Team Phoenix       |
| 3       | R1      | Norisring    | 9 juillet    | Joachim Winkelhock | Christian Menzel   | Joachim Winkelhock | Opel-Team Holzer        |
| 3       | R2      | Norisring    | 9 juillet    | Joachim Winkelhock | Eric Hélary        | Bernd Schneider    | D2 AMG-Mercedes         |
| 4       | R1      | Sachsenring  | 6 août       | Klaus Ludwig       | Marcel Fässler     | Klaus Ludwig       | Warsteiner AMG-Mercedes |
| 4       | R2      | Sachsenring  | 6 août       | Klaus Ludwig       | Bernd Schneider    | Klaus Ludwig       | Warsteiner AMG-Mercedes |
| 5       | R1      | Nürburgring  | 20 août      | Bernd Schneider    | Bernd Schneider    | Bernd Schneider    | D2 AMG-Mercedes         |
| 5       | R2      | Nürburgring  | 20 août      | Bernd Schneider    | Bernd Schneider    | Bernd Schneider    | D2 AMG-Mercedes         |
| 6       | R1      | Lausitzring  | 3 septembre  | Bernd Schneider    | Courses annulées   | Courses annulées   | Courses annulées        |
| 6       | R2      | Lausitzring  | 3 septembre  | Bernd Schneider    | Courses annulées   | Courses annulées   | Courses annulées        |
| 7       | R1      | Oschersleben | 24 septembre | Bernd Schneider    | Bernd Schneider    | Uwe Alzen          | Opel-Team Holzer        |
| 7       | R2      | Oschersleben | 24 septembre | Bernd Schneider    | Bernd Schneider    | Bernd Schneider    | D2 AMG-Mercedes         |
| 8       | R1      | Nürburgring  | 8 octobre    | Joachim Winkelhock | Uwe Alzen          | Manuel Reuter      | Opel-Team Phoenix       |
| 8       | R2      | Nürburgring  | 8 octobre    | Joachim Winkelhock | Joachim Winkelhock | Manuel Reuter      | Opel-Team Phoenix       |
| 9       | R1      | Hockenheim   | 29 octobre   | Manuel Reuter      | Manuel Reuter      | Uwe Alzen          | Opel-Team Holzer        |
| 9       | R2      | Hockenheim   | 29 octobre   | Manuel Reuter      | Bernd Schneider    | Uwe Alzen          | Opel-Team Holzer        |

Note: En raison d'une forte averse sur le circuit, les deux courses de la manche du Lausitzring ont été annulées.

## Classement des pilotes
| Position | Pilote             | Voiture             | Points |
| 1        | Bernd Schneider    | Mercedes-Benz CLK   | 221    |
| 2        | Manuel Reuter      | Opel Astra V8 Coupé | 162    |
| 3        | Klaus Ludwig       | Mercedes-Benz CLK   | 122    |
| 4        | Marcel Fässler     | Mercedes-Benz CLK   | 116    |
| 5        | Joachim Winkelhock | Opel Astra V8 Coupé | 113    |
| 6        | Uwe Alzen          | Opel Astra V8 Coupé | 100    |
| 7        | Michael Bartels    | Mercedes-Benz CLK   | 87     |
| 8        | Peter Dumbreck     | Mercedes-Benz CLK   | 75     |
| 9        | Éric Hélary        | Opel Astra V8 Coupé | 53     |
| =        | Marcel Tiemann     | Mercedes-Benz CLK   | 53     |
| 11       | Thomas Jäger       | Mercedes-Benz CLK   | 52     |
| 12       | Timo Scheider      | Opel Astra V8 Coupé | 45     |
| 13       | Pedro Lamy         | Mercedes-Benz CLK   | 39     |
| 14       | Darren Turner      | Mercedes-Benz CLK   | 19     |
| 15       | Stefano Modena     | Opel Astra V8 Coupé | 15     |
| 16       | Laurent Aiello     | Audi TT-R           | 14     |
| 17       | Christian Menzel   | Opel Astra V8 Coupé | 5      |
| 18       | James Thompson     | Audi TT-R           | 4      |
| 19       | Christian Abt      | Audi TT-R           | 1      |
| 20       | Kris Nissen        | Audi TT-R           | 0      |
| 21       | Roland Asch        | Audi TT-R           | 0      |